# David Taylor (Snookerspieler)
David Taylor (* 29. Juli 1943) ist ein englischer Snookerspieler aus Cheshire. Ab 1969 nahm er insgesamt 27 Jahre an der Profitour teil und spielte noch mit über 50 Jahren. Da er frühzeitig ergraute, war er unter dem Spitznamen The Silver Fox (deutsch: Silberfuchs) bekannt.

## Karriere

### Die Anfänge und die 1970er
Mit knapp 14 Jahren begann David Taylor mit dem Snookerspielen in der Chorlton Billiard Hall in Manchester. Ende der 1950er Jahre gab es dort noch Gasbeleuchtung. Er verdiente sich seinen Lebensunterhalt als Friseur und in anderen Berufen und spielte lange als Amateur. 1968 wurde er englischer Landesmeister und nahm danach – als einziger Europäer – an der Amateurweltmeisterschaft im australischen Sydney teil. Er gewann ungeschlagen seine Vorrundengruppe und mit Siegen über die beiden Australier Paddy Morgan und Max Williams holte er sich den Weltmeistertitel. Er beschloss danach, Snooker professionell zu betreiben. Allerdings gab es zu der Zeit keinen organisierten Snookerbetrieb und die Snookerweltmeisterschaft wurde in Herausforderungsspielen entschieden. Zusammen mit Rex Williams und anderen Profispielern gründete er den Weltverband WBSA, dessen Vorstand er 21 Jahre lang angehörte. Sie organisierten die Profiweltmeisterschaft ab 1969 wieder als Turnier mit einer Hauptrunde, anfangs mit 8, später mit mehr Spielern. 1970 und 1972 gehörte Taylor selbst zu den besten 8 Spielern, ab 1973 schied er aber immer spätestens in der Runde der Letzten 16 aus. Als 1976 erstmals eine Turniersetzliste der besten Spieler aus den Ergebnissen der letzten drei Weltmeisterschaften erstellt wurde, nahm er darin Platz 16 ein.
1977 wurde mit der UK Championship nach Weltmeisterschaft und Masters das dritte große Turnier eingeführt, damals allerdings noch ausschließlich für britische Spieler. Im zweiten Jahr erreichte der Engländer zum ersten Mal in seiner Karriere nach Siegen über John Virgo und Alex Higgins das Finale eines Profiturniers. Er verlor gegen den Waliser Doug Mountjoy mit 9:15. Außerdem spielte er in der Saison 1978/79 erstmals beim Masters und erreichte das Viertelfinale. Bei der Weltmeisterschaft 1980 überstand er erstmals bei dem Turnier das Viertelfinale mit einem 13:11-Sieg über Ray Reardon, bevor er im Halbfinale gegen Cliff Thorburn verlor. In der Saison 1980/81 erreichte er bei der Yamaha Organs Trophy in Derby zum zweiten Mal ein Finale. Steve Davis gewann gegen ihn mit 9:6. Bei der Weltmeisterschaft 1981 erreichte er das Viertelfinale. Damit rückte er unter die Top 8 der Welt vor und nahm mit Platz 7 seine beste Platzierung in der Weltrangliste ein. Als Davis im Jahr darauf vor Kameras das erste offizielle Maximum Break der Snookergeschichte spielte, war Taylor Gastkommentator der BBC.

### Die 1980er und 1990er und das Karriereende
Viertel- oder Achtelfinale war in den folgenden Jahren häufig sein Ergebnis bei den Profiturnieren. Zur Saison 1982/83 wurde die Rangliste in eine Zweijahreswertung geändert und dafür erstmals zwei weitere Turniere zur Wertung herangezogen. Beim ersten davon, dem International Open, erreichte Taylor sein drittes Profifinale und sein einziges Ranglistenfinale. Er verlor auch diesmal, Tony Knowles behielt mit 9:6 die Oberhand. Zuvor hatte er im Turnier gegen Steve Davis und John Virgo gewonnen. Im Jahr darauf übertraf er in keinem Turnier das Achtelfinale. In die Saison 1984/85 startete er mit einem Halb- und einem Viertelfinale bei Einladungsturnieren in Neuseeland und Australien. Auch bei der englischen Profimeisterschaft erreichte er mit dem Viertelfinale sein bestes Ergebnis. Bei den Ranglistenturnieren erreichte er aber nicht mehr als das Achtelfinale. Die Runde der Letzten 16 erreichte er 1985 zum 13. und letzten Mal in seiner Karriere. Im Jahr darauf erreichte er auch bei der UK Championship zum letzten Mal das Achtelfinale und nach dem Aus in der ersten Crucible-Runde bei der Weltmeisterschaft fiel er mit 42 Jahren aus den Top 16 der Weltrangliste heraus.
Trotz des relativ hohen Alters konnte er aber auch in den folgenden Jahren bei den Profiturnieren mithalten. 1987 erreichte er bei den British Open noch einmal das Viertelfinale eines Weltranglistenturniers. In diesem und im nächsten Jahr erreichte er die Hauptrunde der Weltmeisterschaft im Crucible und bei einigen Turnieren die Runde der Letzten 16. Einer schwächeren Saison 1987/88 ohne ein Achtelfinale folgte wieder ein besseres Jahr mit Achtelfinals bei zwei Ranglistenturnieren, dem International Open und dem Classic. Ein kleineres Profiturnier der WPBSA gewann er sogar mit 9:1 gegen Steve Meakin. Das Turnier fand zur gleichen Zeit statt wie das World Matchplay, ein Einladungsturnier für die Top 12 der Welt. Bei einem weiteren Kleinturnier erreichte er 1989 das Halbfinale. Aufgrund der fehlenden höheren Ergebnisse bei den Ranglistenturnieren fiel er aber 1990 aus den Top 32 und 1991 aus den Top 64 heraus. In der Saison 1990/91 hatte er kein einziges Mal die Runde der Letzten 32 erreicht.
Anfang der 1990er erwarb Taylor ein Anwesen in Little Bollington, einem Dorf in der Nähe seiner Heimat in Cheshire. Dort richtete er das Ash Farm Country Guest House ein, eine 4-Sterne-Pension, die er zusammen mit seiner Frau betrieb. 1998 war er für gut ein Jahr Vorstandsmitglied der World Professional Billiards & Snooker Association.
Ab 1991 standen die Profiturniere allen Spielern offen, so dass er sich um seinen Profistatus keine Sorgen machen musste und auch weiterhin Snooker auf hohem Niveau spielen konnte. 1991/92 erreichte er trotz konstanter Leistung erneut nicht mehr die Runde der Letzten 32. Und in den nächsten Jahren fiel ihm selbst das Erreichen der Letzten 64 schwer. 1994 erreichte er diese Runde noch einmal beim Thailand Open. Da war er bereits 50 Jahre alt und besiegte unter anderem den 45-jährigen Alex Higgins. Zuletzt gewann er nur noch einzelne Matches und fiel 1996 aus den Top 128. Er spielte aber weiter bis zum Ende der Saison 1996/97. Dann wurde die Profitour aufgeteilt und er hätte sich qualifizieren müssen, um weiterhin die großen Turniere spielen zu können. In der zweitklassigen UK Tour trat er aber nicht an.
Trotzdem spielte er weiter Snooker und trat unter anderem bei der englischen Amateurmeisterschaft an, wo er 2000 ins Viertelfinale der Nordgruppe kam. Um 2010 spielte er auch noch bei der Profiweltmeisterschaft und der World Seniors Championship, kam aber nicht über die Vorqualifikation hinaus. Seinen letzten Auftritt hatte er im Alter von 68 Jahren bei der World Seniors Championship 2011.

## Erfolge
Ranglistenturniere:
- Finale: International Open (1982)
- Halbfinale: Weltmeisterschaft (1980)
- Viertelfinale: Weltmeisterschaft (1981), British Open (1987)

Andere Profiturniere:
- Sieger: WPBSA Non-Ranking (1988 – Event 3)
- Finale: UK Championship (1978), Yamaha Organs Trophy (1981)
- Halbfinale: Park Drive 1000 (1973), Classic (1980), New Zealand Masters (1984), WPBSA Non-Ranking (1989 – Event 1)

Amateurturniere:
- Weltmeister (1968)
- Englischer Meister (1968)